# Jean-Pierre Büchler
Jean-Pierre Büchler (Haller, 6 de juliol de 1908 - Ciutat de Luxemburg, 7 de setembre de 1993) fou un polític luxemburguès, membre del Partit Popular Social Cristià que exercí diversos càrrecs de ministre. Entre els anys 1974 a 1978 fou elegit com a membre de la Cambra de Diputats de Luxemburg.
De 1964 a 1969 va ser Secretari d'Estat d'Agricultura i viticultura al gabinet Werner-Cravatte. De 1969 a 1972 va ser Ministre d'Agricultura i viticultura, i d'Obres Públiques. De 1972 a 1974 va ser Ministre d'Obres Públiques, Família, Habitatge Social i Solidaritat Social al segon gabinet de Werner-Schaus.
A la Ciutat de Luxemburg, el pont sobre el ferrocarril de la Place de l'Estació de Bonnevoie porta el seu nom.